# Pacasmayo (provincie)
Pacasmayo is een provincie in de regio La Libertad in Peru. De provincie heeft een oppervlakte van 1.127 km² en telt 103.985 inwoners (2015). De hoofdplaats van de provincie is het district San Pedro de Lloc; twee van de vijf districten vormen de steden (ciudades)  Guadalupe en  Pacasmayo.

## Bestuurlijke indeling
De provincie Pacasmayo is verdeeld in vijf districten, UBIGEO tussen haakjes:
- (130702) Guadalupe, hoofdplaats van de provincie en vormt de stad (ciudad) Guadalupe
- (130703) Jequetepeque
- (130704) Pacasmayo, vormt de stad (ciudad) Pacasmayo
- (130705) San José
- (130701) San Pedro de Lloc

Ascope · Bolívar · Chepén · Gran Chimú · Julcán · Otuzco · Pacasmayo · Patáz · Sánchez Carrión · Santiago de Chuco · Trujillo · Virú